# Папський католицький університет Мінас-Жерайс
Папський католицький університет Мінас-Жерайс (порт. Pontifícia Universidade Católica de Minas Gerais, PUC-MG) — приватний некомерційний вищий навчальний заклад розташований в місті Белу-Орізонті в бразильському штаті Мінас-Жерайс. У 2006, 2010, 2011, 2013 і 2014 роках ПКУ-МЗ визнавався кращим приватним університетом в Бразилії. Його функціонування підтримується католицькою єпархією Белу-Орізонті.
ПКУ-МЗ був заснований 12 грудня 1958 года. У Мінас Жерайс йому належить понад 100 будівель для розміщення лабораторій, бібліотек, музею, власного телеканалу, центру дистанційного навчання, мультимедійних залів, театрів, концертних залів, ветеринарної лікарні, клініки психотерапії, лікарень одотологічного і психологічного лікування тощо.
Папський католицький університет Мінас-Жерайс — один з кращих університетів Бразилії, отримав 4-е місце за індексом Міністерства освіти Бразилії для вищих навчальних закладів. Він має найвищий рейтинг — 5, який майже виключно присуджується лише державним і федеральним університетам країни.
У 2003 році ПКУ став першим приватним університетом в Бразилії, де розмістилася лабораторія для проведення кліматологічних досліджень. У центрі кліматології є обладнання для отримання інформації про погоду і створений лабораторний курс з акцентом на географію. Його метою є розробка прогнозів погоди на три дні для 853 муніципалітетів штату Мінас-Жерайс, попередження про природні стихії і прогнози погоди для використання їх працівниками сільського господарства, автомобільного і залізничного транспорту, електроенергетиками, промисловцями і туристами.
У Папському католицькому університеті Мінас Жерайс навчається понад 60 тисяч студентів, майже 50 тисяч магістрантів і понад 12 тисяч аспірантів.

## Галерея
|                        |
| Один з кампусів ПКУ-МЖ |

|                        |
| Експонати музею ПКУ-МЗ |